# Europamästerskapen i konståkning 2016
Europamästerskapen i konståkning 2016 arrangerades i Bratislava, Slovakien den 27–30 januari. Det var första gången sedan 2001 som Slovakien stod som värd för mästerskapen.

## Tävlingsprogram[2]
| Dag     | Datum      | Tid         | Gren                        |
| ------- | ---------- | ----------- | --------------------------- |
| Onsdag  | 27 januari | 9:30–15:30  | Damer kortprogram           |
| Onsdag  | 27 januari | 17:30–22:30 | Herrar kortprogram          |
| Torsdag | 28 januari | 11:30–17:00 | Isdans kortdans             |
| Torsdag | 28 januari | 17:45–22:00 | Herrar friåkningsprogram    |
| Fredag  | 29 januari | 13:30–17:00 | Paråkning kortprogram       |
| Fredag  | 29 januari | 18:00–22:00 | Damer friåkningsprogram     |
| Lördag  | 30 januari | 10:00–13:00 | Paråkning friåkningsprogram |
| Lördag  | 30 januari | 14:30–18:00 | Isdans fridans              |

## Resultat
| Disciplin | Guld                                            | Silver                                 | Brons                                         |
| Herrar    | Javier Fernández                                | Oleksii Bychenko                       | Maksim Kovtun                                 |
| Damer     | Jevgenija Medvedeva                             | Jelena Radionova                       | Anna Pogorilaja                               |
| Paråkning | Ryssland Tatiana Volosozjar Maksim Trankov      | Tyskland Aljona Savchenko Bruno Massot | Ryssland Jevgenija Tarasova Vladimir Morozov  |
| Isdans    | Frankrike Gabriella Papadakis Guillaume Cizeron | Italien Anna Cappellini Luca Lanotte   | Ryssland Jekaterina Bobrova Dmitrij Solovijev |

## Medaljligan
| Pl.   | Nation    | Guld | Silver | Brons | Totalt |
| ----- | --------- | ---- | ------ | ----- | ------ |
| 1     | Ryssland  | 2    | 1      | 4     | 7      |
| 2     | Frankrike | 1    | 0      | 0     | 1      |
| 2     | Spanien   | 1    | 0      | 0     | 1      |
| 4     | Tyskland  | 0    | 1      | 0     | 1      |
| 4     | Israel    | 0    | 1      | 0     | 1      |
| 4     | Italien   | 0    | 1      | 0     | 1      |
| Total | Total     | 4    | 4      | 4     | 12     |